# Eerste klasse schaken 1920/21
Het Eerste klasse-seizoen 1920/21 was het allereerste seizoen van de Eerste klasse schaken, de hoogste schaakcompetitie van Nederland. Vijf teams streden om het landskampioenschap, dat werd gewonnen door de Amsterdamsche Schaakclub.

## Eindstand[1]
| #  | Team             | MP | BP  | 1  | 2  | 3  | 4  | 5  |
| -- | ---------------- | -- | --- | -- | -- | -- | -- | -- |
| 1. | ASC Amsterdam    | 6  | 21  | -- | 5½ | 5½ | 4½ | 5½ |
| 2. | SC Utrecht       | 4  | 23½ | 4½ | -- | 7  | 7½ | 4½ |
| 3. | VAS Amsterdam    | 4  | 19  | 4½ | 3  | -- | 6  | 5½ |
| 4. | DD 1852 Den Haag | 4  | 18½ | 5½ | 2½ | 4  | -- | 6  |
| 5. | NRSV Rotterdam   | 2  | 19  | 4½ | 5½ | 4½ | 4  | -- |

## Beste individuele scores[2]
| #  | name                       | Club             | Pt. | N | + | = | - | %     |
| -- | -------------------------- | ---------------- | --- | - | - | - | - | ----- |
| 1. | Coenraad Hendrick Piccardt | SC Utrecht       | 4   | 4 | 4 | 0 | 0 | 100.0 |
| 2. | P. Wiersma                 | ASC Amsterdam    | 3½  | 4 | 3 | 1 | 0 | 87.5  |
| 3. | Adolf Georg Olland         | SC Utrecht       | 3   | 3 | 3 | 0 | 0 | 100.0 |
| 3. | Joseph Louis Kersten       | VAS Amsterdam    | 3   | 3 | 3 | 0 | 0 | 100.0 |
| 3. | Max Euwe                   | ASC Amsterdam    | 3   | 4 | 3 | 0 | 1 | 75.0  |
| 3. | Ephraim De Haas            | NRSV Rotterdam   | 3   | 4 | 3 | 0 | 1 | 75.0  |
| 3. | H.J. Robijns               | SC Utrecht       | 3   | 4 | 2 | 2 | 0 | 75.0  |
| 8. | W. van Kooy                | DD 1852 Den Haag | 2½  | 4 | 2 | 1 | 1 | 62.5  |
| 8. | Abraham van Wijngaarden    | SC Utrecht       | 2½  | 4 | 2 | 1 | 1 | 62.5  |
| 8. | Francois Haalebos          | NRSV Rotterdam   | 2½  | 4 | 2 | 1 | 1 | 62.5  |

Eerste klasse

1920/21 · 1921/22 · 1922/23 · 1923/24 · 1924/25 · 1925/26 · 1926/27 · 1927/28 · 1928/29 · 1929/30 · 1930/31 · 1931/32 · 1932/33 · 1933/34 · 1934/35 · 1935/36 · 1936/37 · 1937/38 · 1938/39 · 1939/40 · 1940/41 · 1941/42
Hoofdklasse

1942/43 · 1943/44 · 1944/45 · 1945/46 · 1946/47 · 1947/48 · 
1948/49 · 1949/50 · 1950/51 · 1951/52 · 1952/53 · 1953/54 · 1954/55 · 1955/56 · 1956/57 · 1957/58 · 1958/59 · 1959/60 · 1960/61 · 1961/62 · 1962/63 · 1963/64 · 1964/65 · 1965/66 · 1966/67 · 1967/68 · 1968/69 · 1969/70 · 1970/71 · 1971/72 · 1972/73 · 1973/74 · 1974/75 · 1975/76 · 1976/77 · 1977/78 · 1978/79 · 1979/80 · 1980/81 · 1981/82 · 1982/83 · 1983/84 · 1984/85 · 1985/86 · 1986/87 · 1987/88 · 1988/89 · 1990/91 · 1991/92 · 1992/93 · 1993/94 · 1994/95 · 1995/96
Meesterklasse

1996/97 · 1997/98 · 1998/99 · 1999/00 · 2000/01 · 2001/02 · 2002/03 · 2003/04 · 2004/05 · 2005/06 · 2006/07 · 2007/08 · 2008/09 · 2009/10 · 2010/11 · 2011/12 · 2012/13 · 2013/14 · 2014/15 · 2015/16 · 2016/17 · 2017/18· 2018/19 · 2019/20 · 2020/21 · 2021/22 · 2022/23 · 2023/24 · 2024/25